# Dianne van Giersbergen
Dianne van Giersbergen (* 3. Juni 1985 in Liempde, heute zu Boxtel) ist eine niederländische Sängerin. Sie ist Lead-Sängerin der niederländischen Metal-Band Ex Libris und war bis September 2017 bei der deutschen Symphonic-Metal-Band Xandria. Ihre Stimmlage ist Sopran.

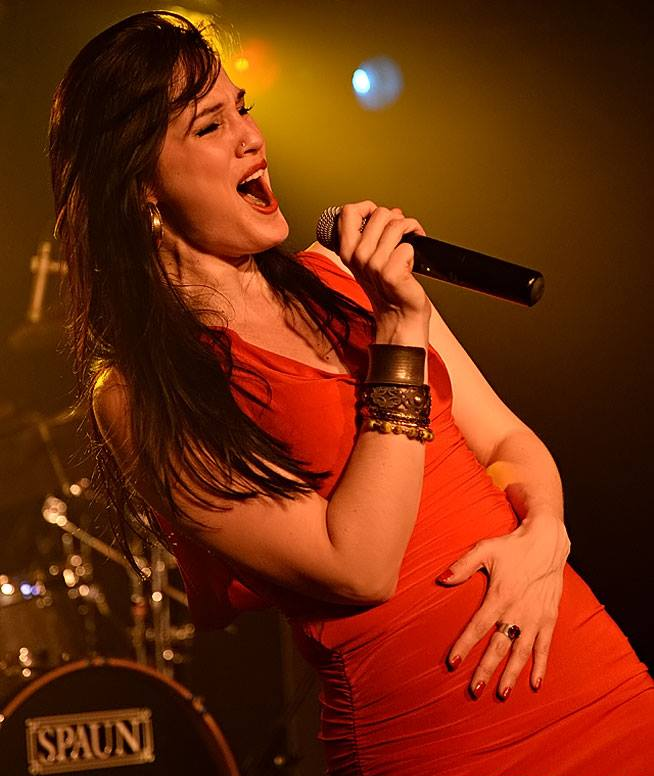
Dianne van Giersbergen mit Ex Libris bei einem Live-Auftritt 2014 in Gouda, Niederlande

## Biografie

### Musikalischer Werdegang
Zu ihrem vierten Geburtstag bekam sie von ihren Eltern ihren ersten Gesangsunterricht geschenkt. In den folgenden Jahren nahm sie Unterricht bei verschiedenen Lehrern und sang in Chören. 2005 begann sie, klassische Musik am ArtEZ Conservatorium in Arnheim zu studieren, wo sie sich auf klassischen Gesang und Musiktheater konzentrierte. Im Jahr 2009 machte sie ihren Bachelor-Abschluss und nahm danach ein Master-Studium auf.
Währenddessen erweiterte sie ihre Gesangstechnik und begann, ihren klassischen Hintergrund mit Metal-Musik zu kombinieren. Darüber hinaus beschäftigte sie sich mit Kompositionslehre, schrieb Gedichte und organisierte klassische Konzerte.

### Ex Libris
2004 gründete van Giersbergen die niederländische Progressive-Metal-Band Ex Libris, deren Lead-Sängerin sie seitdem ist. 
2008 erschien deren erstes Album Amygdala; 2014 das zweite Album Medea. Ihr drittes Studioalbum Ann (A Progressive Metal Trilogy) wurde 2019 veröffentlicht. Das Konzeptalbum besteht aus drei "Kapiteln", die sich in jeweils drei Titeln mit den Lebensläufen historischer Frauengestalten (Anne Boleyn, Anastasia Nikolajewna Romanowa und Anne Frank) befassen, denen ein früher Tod beschieden war.

### Xandria
Am 25. Oktober 2013 wurde van Giersbergen als neue Sängerin der deutschen Symphonic-Metal-Band Xandria vorgestellt. Am 28. November 2013 gab sie in Madrid ihr erstes Konzert mit Xandria. Das Album Sacrificium wurde am 2. Mai 2014 veröffentlicht. An diesem Album war sie auch als Songwriterin beteiligt; sie schrieb die Texte für zwei Songs (Little Red Relish und Sweet Atonement). Die EP Fire & Ashes erschien am 31. Juli 2015. Auch hier war sie bei zwei Songs am Songwriting beteiligt (Voyage of the Fallen und In Remembrance). Ihr zweites Album mit der Band, Theater of Dimensions, erschien am 27. Januar 2017.
Am 13. September 2017 verließ sie die Band. Als Ursache gab sie unter anderem an, dass ihr Gesundheitszustand von ihren Band-Mitgliedern nicht ernst genommen wurde.

### Trivia
Neben ihrer Tätigkeit bei verschiedenen Bands ist van Giersbergen auch als Gesangslehrerin aktiv.
Ihre musikalischen Einflüsse liegen in Symphonic-Metal-Bands wie Nightwish und ReVamp. Auch Tarja Turunen und Anneke van Giersbergen zählt sie zu ihren Einflüssen, ebenso wie genrefremde Musiker wie Herman van Veen, Lana Del Rey, Meat Loaf und Dire Straits.
Mit der niederländischen Sängerin Anneke van Giersbergen ist sie nicht verwandt.

## Diskografie

### Ex Libris

#### Studioalben
- 2008: Amygdala
- 2014: Medea
- 2019: Ann (A Progressive Metal Trilogy)

#### EPs
- 2011: Medea

### Xandria

#### Studioalben
- 2014: Sacrificium
- 2017: Theater of Dimensions

#### EPs
- 2015: Fire & Ashes

#### Singles/Musikvideos
- 2014: Nightfall
- 2015: Voyage of the Fallen
- 2016: We Are Murderers (We All)
- 2017: Call of Destiny
- 2017: Queen of Hearts Reborn